# .net
.net (network - mạng lưới, hệ thống mạng) là một tên miền cấp cao nhất dùng chung (gTLD) được dùng trong hệ thống tên miền của Internet. Tên miền này đang được quản lý bởi công ty VeriSign. Việc đăng ký được tiến hành thông qua uỷ nhiệm thành viên, công nhận hệ thống quốc tế hoá tên miền.
.net là một trong những tên miền cấp cao nhất đầu tiên được, ra đời tháng 1 năm 1985, với ý định ban đầu là chỉ dùng cho những máy tính của những nhà cung cấp mạng (Ví dụ như những Nhà cung cấp dịch vụ mạng). Tuy nhiên, hiện nay tên miền .net không hạn chế cá nhân hay tổ chức đăng ký sử dụng. Do đó, tuy phổ biến nhất với các nhà điều hành mạng, .net được sử dụng giống như tên miền .com. Hiện tại, đây là tên miền cấp cao nhất phổ biến thứ 3, sau .com và .de.
Mặc dù có nguồn gốc là từ viết tắt của từ "network", "net" cũng là từ Latinh hoá của từ нет trong tiếng Nga (nghĩa là "không", cũng thường được Latinh hoá bằng từ "nyet"), do đó những tên miền "object.net" (object = đối tượng) có thể được hiểu là "không có đối tượng nào đó". Nhiều tên miền đã khai thác cách chơi chữ này, ví dụ như mozga.net (đầu óc lơ đãng). Nhiều trang web của các mạng lưới cờ bạc qua mạng điều hành những trò chơi ăn tiền qua địa chỉ .com nhưng lại có một trang cùng tên .net có những trò chơi đơn thuần giải trí hay thậm chí mang tính giáo dục. Điều này có thể dùng để tránh các vấn đề pháp lý với việc quảng cáo trong những mạng lưới cờ bạc trên mạng tại Mỹ, kể từ khi các trang .net được pháp luật khuyến khích.

## Hoạt động từ năm 2005
.net đã được VeriSign - một công ty đóng tại Mountain View, Hoa Kỳ, hoạt động trong một số mảng của cơ sở hạ tầng mạng - tiếp nhận điều hành từ công ty Network Solutions, sau khi hợp đồng điều hành của công ty này hết hạn vào 30 tháng 6, năm 2005. ICANN, tổ chức chịu trách nhiệm quản lý tên miền, đã tìm kiếm một tổ chức phù hợp với việc điều hành .net ít nhất 6 năm trước thời điểm đó. VeriSign sẽ điều hành việc đăng ký tên miền .net trong 6 năm, sau khi giành được hợp đồng này.